# 楯山駅
楯山駅（たてやまえき）は、山形県山形市大字風間にある、東日本旅客鉄道（JR東日本）仙山線の駅である。

## 歴史
- 1933年（昭和8年）10月17日：開業[2]。
- 1985年（昭和60年）3月14日：貨物の取り扱いを廃止し、無人駅化[2][3]。
- 1987年（昭和62年）4月1日：国鉄分割民営化により、東日本旅客鉄道の駅となる[4]。
- 1999年（平成11年）：駅舎改築。
- 2024年（令和6年）10月1日：えきねっとQチケのサービスを開始[1][5]。

## 駅構造
相対式ホーム2面2線を持つ地上駅である。互いのホームは構内踏切で連絡している。
山形駅管理の無人駅である。かつては、貨物を取り扱っていたが、取り扱い廃止と同時に現在の形となった。非電化の側線が残されている。駅西側、山形方にエッソ石油油槽所があった。乗車駅証明書発行機が設置されている。

### のりば
| 番線 | 路線    | 方向 | 行先                 |
| ---- | ------- | ---- | -------------------- |
| 1    | ■仙山線 | 下り | 山形方面             |
| 2    | ■仙山線 | 上り | 山寺・作並・仙台方面 |

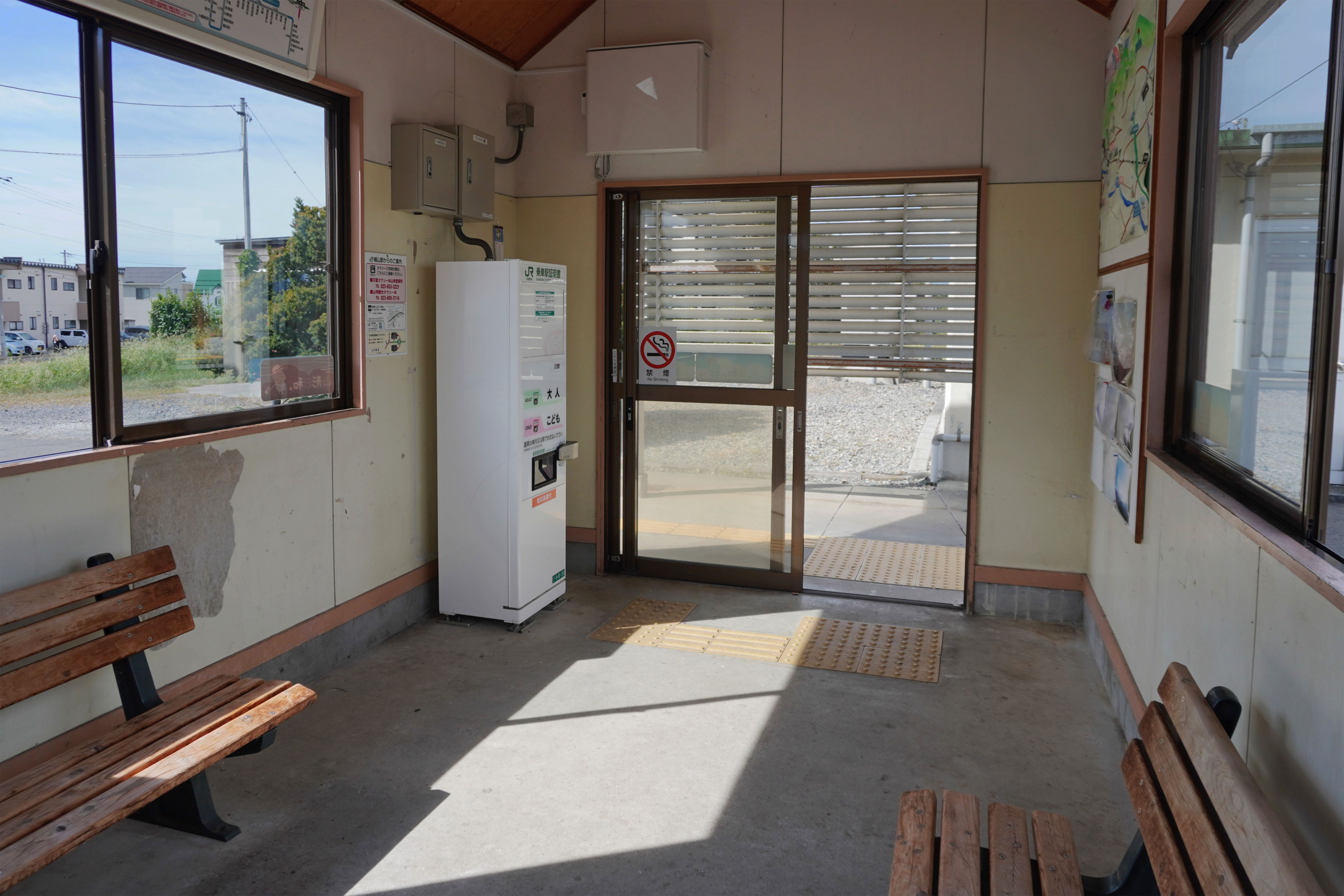
駅舎内（2023年9月）
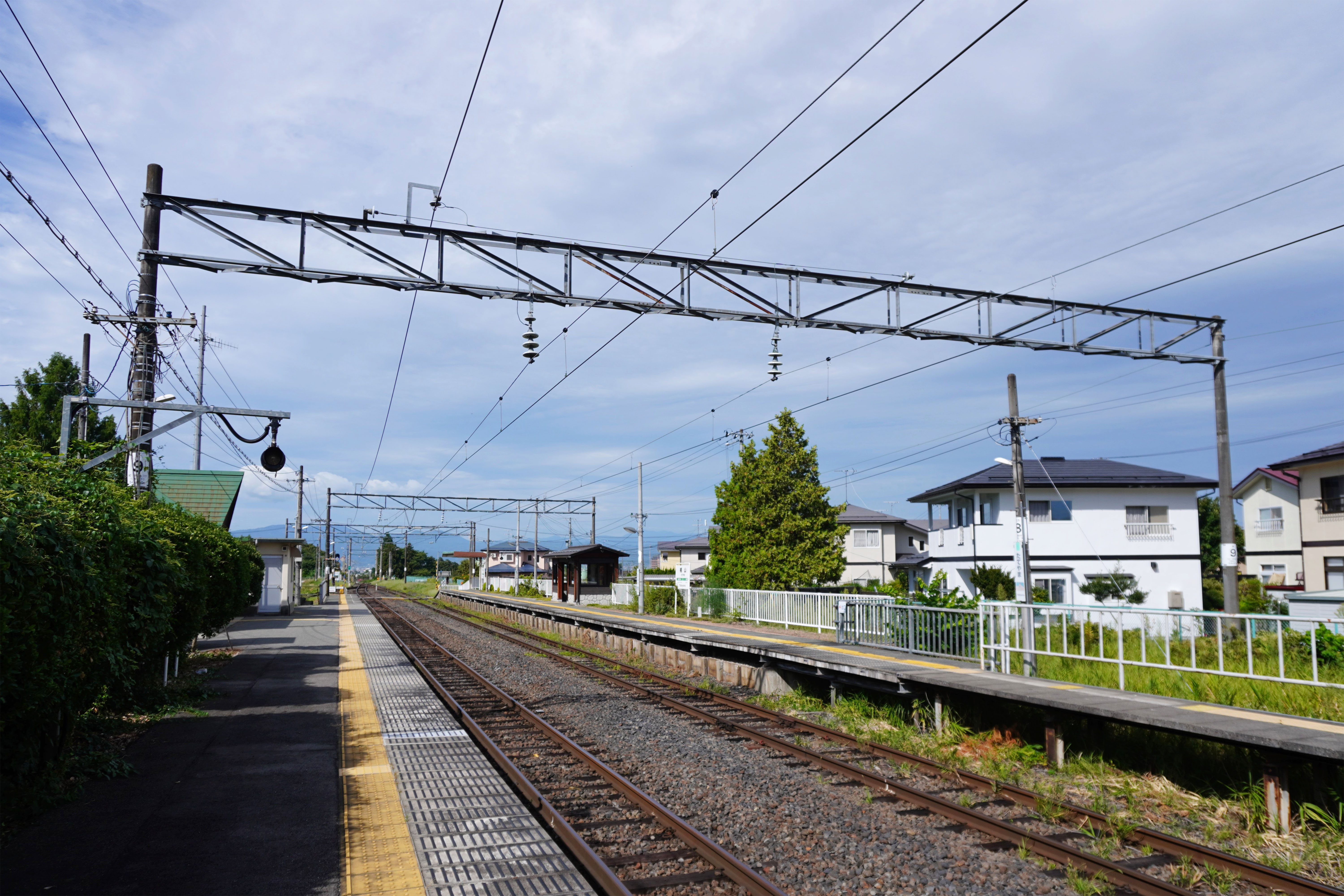
ホーム（2023年9月）
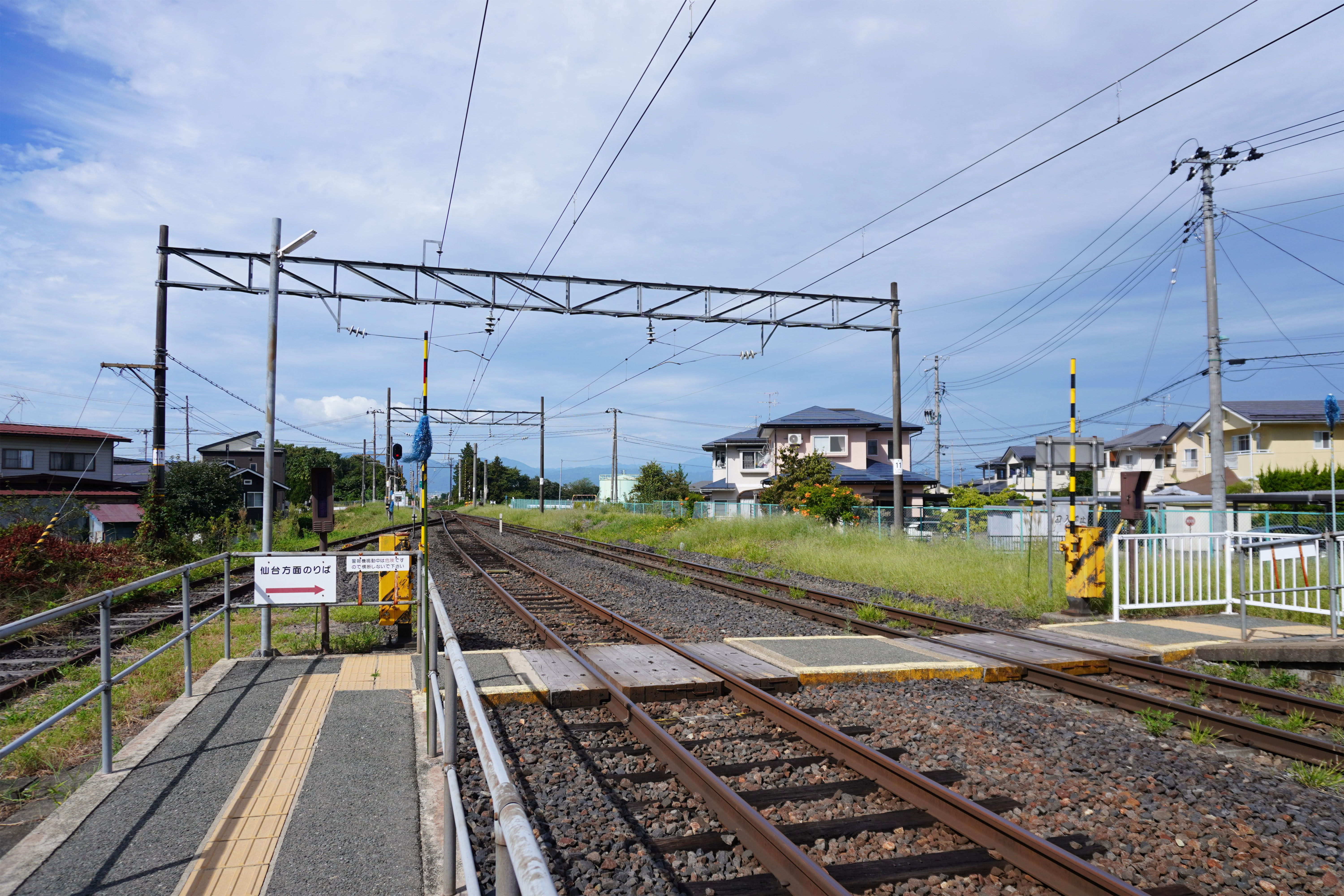
構内踏切（2023年9月）

## 利用状況
「山形県の鉄道輸送」によると、2000年度（平成12年度）- 2004年度（平成16年度）の1日平均乗車人員の推移は以下のとおりであった。
| 乗車人員推移       | 乗車人員推移     | 乗車人員推移 |
| 年度               | 1日平均 乗車人員 | 出典         |
| ------------------ | ---------------- | ------------ |
| 2000年（平成12年） | 122              | [ 7 ]        |
| 2001年（平成13年） | 123              | [ 7 ]        |
| 2002年（平成14年） | 118              | [ 7 ]        |
| 2003年（平成15年） | 117              | [ 7 ]        |
| 2004年（平成16年） | 107              | [ 7 ]        |

## 駅周辺
- 山形県道19号山形山寺線
- JA楯山跡地（現在は土地改良区事務所）
- 楯山郵便局
- 山形市立楯山小学校
- 大岡山（山形百名山）

## 隣の駅
東日本旅客鉄道（JR東日本）
■仙山線
□快速
通過
■普通
高瀬駅 - 楯山駅 - 羽前千歳駅

### 「たてやま」と読む他の駅
- 館山駅 - JR東日本内房線の駅
- 立山駅 - 富山地方鉄道立山線・立山黒部貫光立山ケーブルカーの駅